# Musine Kokalariová
Musine Kokalariová (10. února 1917 Adana – 14. srpna 1983 Rrëshen) byla albánská spisovatelka narozená v Turecku. Byla první ženou v Albánii, která se věnovala literatuře. Zároveň se angažovala v politice, v roce 1943 patřila k zakladatelům Sociálně demokratické strany Albánie. Komunistický režim ji však pronásledoval a zakázal psát. Zemřela v chudobě a naprosté izolaci.

## Život
Tři roky po jejím narození se rodina vrátila do Albánie, odkud pocházela, a usadila se ve městě, kde měla kořeny: Gjirokastër. Později se přestěhovala do Tirany, kde Musine vychodila střední školu, již ukončila roku 1937. Knihkupectví Venus, které vlastnil její bratr Vesimi, se stalo důležitým epicentrem tiranského kulturního života, stejně jako nakladatelství Mesagjeritë shqiptare, které vedl její další bratr Mumtazim, vydávající překlady klasických západních autorů do albánštiny. V roce 1937 začala Musine publikovat sérii článků o sociálních otázkách v novinách Shtypi. V roce 1938 odjela do Říma, aby zahájila studium na Univerzitě La Sapienza. O rok později napsala, v rodném gjirokastrijském dialektu, svou první sbírku krátkých próz s názvem Sic me thote nenua plakë (Jak mi řekla stará matka), která však byla vydána až v roce 1941 v Tiraně. Kniha je silně inspirovaná toskským folklórem a každodenními zápasy žen z Gjirokastëru. Zaujala především Ernesta Koliqiho, zakladatele Institutu albanistiky na La Sapienza. Pod dohledem Namika Resuliho vypracovala doktorskou práci o Naimu Frashërim. Prostřednictvím dlouhého archivního výzkumu, při kterém jí pomáhal vnuk básníka Mit'hat Frashëri, podrobně popsala aspekty, které v Albánii učinily z Frashëriho národní symbol. Byla úzce spojena s rodící se albánskou sociálně-demokratickou stranou a jejím tiskovým orgánem Zëri i lirisë (Hlas svobody). V polovině roku 1943 spoluzaložila časopis pro ženy Shqiptarja e Re. Ten pak vycházel i po celou dobu komunistického režimu. Roku 1944 vydala své druhé klíčové dílo, sbírku povídek Jak se život houpal (Sa u-tunt jeta). Ve stejném roce vyšla i její sbírka lidových příběhů nazvaná Kolem krbu (Rreth vatrës).

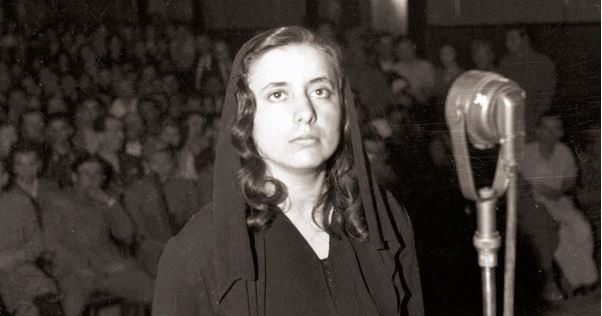
Musine Kokalariová před komunistickým soudem v roce 1946

Když druhá světová válka skončila, Kokalariová si otevřela v Tiraně knihkupectví a byla pozvána, aby se stala členem Albánské ligy spisovatelů a umělců, vytvořené 7. října 1945 pod vedením Sejfully Malëshova. S novým režimem se však nedokázala sžít, už proto, že neustále požadovala prošetření popravy jejích dvou bratrů Mumtaze a Vejsima 12. listopadu 1944, kterou vykonali komunisté. Jakmile komunisté pevně uchopili moc, byla Kokaliová jedním z prvních terčů jejich nenávisti: 17. ledna 1946 byla zatčena a 2. července 1946 byla vojenským soudem v Tiraně odsouzena k dvaceti letům vězení jako sabotér a nepřítel lidu. Právě jí založený časopis ji označil za teroristku a apeloval na "lidovou spravedlnost", aby udělila Musine nejtěžší trest.
Propuštěna byla až v roce 1964, po 18 letech věznění. Byla izolována a pod neustálým dohledem. Bylo jí určeno místo pobytu, malé městečko Rrëshen, kde následujících 19 let svého života pracovala jako čistička ulic. Nikdy už jí nebylo dovoleno pokračovat v psaní. Zemřela v srpnu 1983 v extrémní chudobě na rakovinu.
V roce 1993 byla posmrtně prohlášena prezidentem Albánie Sali Berišou za mučednici demokracie. Je jedním z hlavních témat sbírky esejů Země nikoho: osm mimořádných žen v balkánských dějinách od anglo-kosovských spisovatelů Elizabeth Gowingové a Roberta Wiltona.